# Роланд Емерих
Роланд Емерих (на немски: Roland Emmerich) е германско-американски режисьор, сценарист и продуцент, носител на награда „Сатурн“ и номиниран за две награди „Хюго“. Известни филми режисирани от него са „Универсален войник“, „Старгейт“, „Годзила“, „След утрешният ден“, „Денят на независимостта“, „Патриотът“, „10 000 пр.н.е.“, „2012“ и други.

## Биография
Роланд Емерих е роден на 10 ноември 1955 г. в Щутгарт, Германия, в семейство на богати предприемачи. Завършва гимназия, след което се записва в мюнхенското кино и телевизионно училище, където започва да изучава кинорежисура. На 24-годишна възраст Роланд снима своя дебютен черно-бял филм – късометражния „Французина“.
През 1984 г. прави своята дипломна работа, научнофантастичния филм „Принципът на Ноевия ковчег“, който става най-високобюджетния студентски филм в историята на киното, с бюджет над 1 млн. германски марки. Филма става част от конкурсната програма на Берлинския кино фестивал „Златната мечка“. Филма е един от претендентите за голямата награда, а правата за разпространението му са закупени от повече от 20 страни.
През 1985 година Роланд основава собствена продуцентска компания „Centropolis Films“, заедно със сестра си Уте Емерих.

## Холивуд
Надявайки се да пробие на американския филмов пазар, Роланд започва да прави англоезични филми. Един от успешните му фентъзи филми – „Луна 44“ (на англ.: „Moon 44“), се разпространява в САЩ на видео. Този филм привлича вниманието на големия американски кино продуцент Марио Касар.

## „Универсален войник“
Филма „Универсален войник“ (на английски език: Universal soldgier) (1992) дава начало на дълголетното сътрудничество на Емерих с продуцента Дийн Девлин. Сюжетът на филма се развива около елитен войник от Армията на САЩ, тялото на който е прибрано от бойното поле, по време на Войната във Виетнам. След десетки години военните технологии реанимират елитни мъртви бойци с помощта на новаторски биотехнологии, превръщайки ги в киборги-бойци, използвани срещу съвременния тероризъм. Филма има голям успех, при вложени в него 20 млн. $, само в САЩ филма печели пет пъти повече, давайки началото на поредица продължения.

## „Старгейт“
Първият крупен съвместен проект на Емерих и Девлин става лентата „Старгейт“ (на английски език: Stargate) – филм, създаден от американски фантастични романи. Сюжета на филма разказва за учени египтолози, които откриват при разкопки в началото на ХХ век в долината Гиза в Египет, „Звездна врата“, с която човек може да се пренесе в паралелен свят. Военните изпращат мисия, която включва и един учен, който може да разчете символите върху вратата и така да я активира, за да се върнат обратно.
Скъпите и добре направени специални ефекти, както и отличната режисьорска работа и добре проведена рекламна кампания, носят отлични печалби на създателите и продуцентите. Успеха на Старгейт инспирира стартирането на телевизионния сериал „Старгейт SG-1“, който се прави в продължение на 10 сезона, включващи 214 серии. Сериалът също е много успешен и е заменен от „Старгейт Атлантис“ през 2004 година.
Успеха на филма дава възможност на Емерих да започне работа по следващия си проект – „Денят на независимостта“.

## „Денят на независимостта“
Във филма „Денят на независимостта“ Емерих успява да преплете елементи от траш филмите от 50-те години на ХХ век, представящи сцени с пришълци и такива от филмите катастрофи, особено популярни през 70-те години, в широкомащабно зрелище. Филмът е направен в средата на 90-те години, като Емерих и Девлин решават премиерата на филма да излезе по кината точно в навечерието на 4 юли 1996 година, това е датата когато се развиват основните събития във филма: безжалостно унищожение на хора от пришълци от космоса. Огромни летящи чинии зависват над големите столици по света. по невидим сигнал са унищожени едновременно Москва, Париж, Ню Йорк, Лондон, Вашингтон, Лос Анджелис.
В първата част на филма Емерих пресъздава катастрофални сцени, направени с отлично качество от екипа по специалните ефекти и аниматорите. Емерих успява да нагнети напрежение сред зрителите. Тогава мрачното начало на филма е заменен от картини, пресъздаващи персонажите на оцелелите от атаката, пресъздадени от актьорите: Джеф Голдблум, президента на САЩ (в ролята Бил Пулман), военният пилот (в ролята Уил Смит), които спасяват човечеството то гибел.
Успехът на филма е голям. Само в първите четири дни филма набира 120 млн. долара приходи, при бюджет около 70 млн. Общо прихода на филма надхвърля 800 млн. долара.
Денят на независимостта печели множество престижни награди, най-важните от които са: Академична награда „Оскар“ за специални ефекти, Blockbuster Entertainment Award за най-добър актьор (Уил Смит), Golden Satellite Award за специални ефекти, Saturn Award за най-добра режисура, най-добър фантастичен филм и специални ефекти, както и награда „Грами“ (най-добра екранна композиция) и наградата на MTV за „най-добра екранна целувка“.

## „Годзила“
През 1998 година Емерих опитва да повтори успеха на „Денят на независимостта“, пренасяйки на американска територия култовото за японската история радиоактивно чудовище Годзила, режисирайки римейк със същото наименование. В японската версия на филма чудовището се появява вследствие на бомбардировките над Хирошима и Нагазаки през Втората световна война.
Във версията на Емерих Годзила е мутирал гущер от района на Френска Полинезия, където в средата на ХХ век се провеждат ядрени опити от френската армия. В сюжета на филма чудовището преминава разстоянието до Ню Йорк, където се настанява в тунелите на метрото и се приготвя да снесе яйца не къде да е, а в „светая светих“ на американския спорт – залата „Медисън Скуеър Гардън“. За борба с чудовището е изпратена тайна бойна група от френското разузнаване, водена от актьора Жан Рено, задействани са ВВС и ВМС на САЩ. Главната роля във филма се изпълнява от актьора Матю Бродерик, който се въплъщава в ролята на американски учен-зоолог, специализирал се в изследванията на влиянието на радиоактивността върху живата природа.
Бюджетът на филма е около 130 млн.долара, като въпреки очакванията, филмът не печели толкова голяма популярност, но все пак достига приходи в световен мащаб от над 350 млн. долара.

## „Патриотът“
През лятото на 2000 г. тандемът Емерих и Девлин пуска по кината в САЩ баталната драма „Патриотът“, със супер звездата Мел Гибсън в главната роля. Сценарист на филма е Робърт Родет, който е завършил сценария за филма на Стивън Спилбърг – „Спасяването на редник Райън“. „Патриотът“ е вдъхновен от произведението на Мел Гибсън – „Смело сърце“ (на който е режисьор и изпълнител на главната роля), и е основан на биографията на американския герой Френсис Мерион. Точността на пресъздаването на историческите детайли били гарантирани от наетите за целта от Роланд и Девлин университетски историци, наети на снимките в качеството на консултанти. Филмът е продуциран от компаниите „Mutual Film Company“ и „Centropolis Entertainment“.
Действието във филма се развива в Южна Каролина по време на Войната за независимост в Америка.
В края на 18 век Бенджамин Мартин (Мел Гибсън) е вдовец и се грижи за седемте си деца. Най-големият му син – Гейбриъл (Хийт Леджър) иска да се включи във войната за независимостта на американските щати срещу британските войски. Той се присъединява към американските доброволци против волята на баща си, а след това неочаквано се завръща, докато пренася съобщения между командирите на американските войски.
Група английски войници открива Гейбриъл в дома на Бенджамин Мартин и опитват да го заловят. Докато се опитва да освободи своя брат е убит втория син на Бенджамин, а Гейбриъл е задържан като затворник. След това Бенджамин Мартин решава да се върне към своето минало на войник и освобождава сина си от британците като избива групата войници, която го ескортира.
Впоследствие Бенджамин и синът му Гейбриъл се присъединяват към американските войски и събират група доброволци, с които да помогнат в борбата срещу британците. В решаващата битка доброволците на Бенджамин, заедно с други американски войници побеждават част от британската армия, а Бенджамин отмъщава за смъртта на синовете си (междувременно Гейбриъл също е убит) като убива офицера, виновен за смъртта им.

## „След утрешният ден“
Суперпродукцията „След утрешният ден“ отново е по една от любимите теми на режисьора. „След утрешният ден“ представя на зрителите грандиозни картини, специални ефекти, показващи разрушителната сила на природата, които Емерих умело свързва с политически и екологични злободневни теми. Филмът е инспириран от многочислени научни и научнопопулярни публикации във вестници и списания, относно опасността от настъпването на нов ледников период, в резултат на нарушения озонов слой.
След събитията на 11 септември 2001 г. Емерих се опасява, че представянето на такива разрушителни сцени на американски градове ще предизвика отрицателни мнения сред особено чувствителната на тази тема американска публика, но греши.
„След утрешният ден“ е приет с възторг от публиката, а според специалисти и екоактивисти, представя правдоподобно последствията от екологичната катастрофа.

## Личен живот
Емерих е хомосексуален. През 2017 г. се омъжва за дългогодишният си приятел Омар Де Сото.

## Филмография
| Година | Заглавие                   | Бележки               | Участие                          | Общо приходи |
| ------ | -------------------------- | --------------------- | -------------------------------- | ------------ |
| 1984   | Принципът на Ноевия ковчег | Западна Германия      | режисьор, сценарист              |              |
| 1985   | Джоуи                      | Западна Германия      | режисьор, съсценарист            |              |
| 1987   | Hollywood-Monster          | Западна Германия      | режисьор, съсценарист, продуцент |              |
| 1990   | Луна 44                    | Западна Германия      | режисьор, съсценарист, продуцент |              |
| 1991   | Окото на бурята            | Германия              | продуцент                        |              |
| 1992   | Универсален войник         |                       | режисьор                         | $36,299,898  |
| 1994   | The High Crusade           | Германия              | продуцент                        |              |
| 1994   | Старгейт                   |                       | режисьор, съсценарист            | $196,567,262 |
| 1996   | Денят на независимостта    |                       | режисьор, съсценарист, продуцент | $817,400,891 |
| 1997   | Посетителят                | TV series             | съсценарист, продуцент           | Няма данни   |
| 1998   | Годзила                    |                       | режисьор, съсценарист, продуцент | $379,014,294 |
| 1999   | Тринайсетият етаж          |                       | продуцент                        | $18,564,088  |
| 2000   | Патриотът                  |                       | режисьор, продуцент              | $215,294,342 |
| 2001   | „Infinite Possibilities“   | TV commercial         | режисьор                         | Няма данни   |
| 2002   | Осмокраки гадини           |                       | продуцент                        | $45,867,333  |
| 2004   | След утрешният ден         |                       | режисьор, съсценарист, продуцент | $544,272,402 |
| 2007   | Сделка                     |                       | продуцент                        | $975,412     |
| 2008   | 10 000 пр.н.е.             |                       | режисьор, съсценарист, продуцент | $269,784,201 |
| 2008   | Метеор                     | в процес на създаване | ко-сценарист, продуцент          |              |
| 2009   | 2012                       | САЩ, Канада           | режисьор, съсценарист, продуцент | $769,679,473 |
| TBA    | Фантастично пътуване       | планиран римейк       | режисьор                         |              |